# 토리 블랙
토리 블랙(Tori Black, 1988년 8월 26일 ~ )은 미국의 포르노그래피 배우이다. AVN상 올해의 여성 퍼포머상 2회(2010, 11) 수상자이다.
18세가 되던 해 포르노 업계에 입문했으며, 2008년 12월 펜트하우스 펫(Penthouse Pet)으로 선정되었다. 그 후 《Tori Black Is Pretty Filthy》로 크게 명성을 얻었다.